# Kommissarin Lucas – Die blaue Blume
Die blaue Blume ist ein Film des ZDF, der Teil der Serie Kommissarin Lucas ist. Thomas Berger führte Regie bei dem 2003 ausgestrahlten Fernsehfilm. Für Kommissarin Lucas (Ulrike Kriener) ist es ihr erster Fall in Regensburg, wohin sie von Köln gewechselt ist. Neben Meret Becker und Ingo Naujoks sind Maja Maranow und Alexander Held die Haupt-Gaststars dieser Folge.

## Handlung
Kriminalhauptkommissarin Ellen Lucas wechselt aus der Großstadt Köln nach Regensburg, da ihr Mann Paul nach einem Autounfall seit drei Monaten im Wachkoma liegt und er hier in einer Spezialklinik weiterbehandelt werden soll. In ihrem ersten Fall in Regensburg wird sie mit dem Mord an einem fünfjährigen Kind konfrontiert. Maria Kürten wurde vor zwei Tagen als vermisst gemeldet und nun tot aufgefunden. Die Eltern können sich nicht erklären, wer ihrem Kind etwas angetan haben könnte. Den ersten Ermittlungen nach hat sich kein Fremder in der Nähe des Wohnhauses der Kürtens aufgehalten. Die Familienverhältnisse erscheinen harmonisch und auch zu ihrem Onkel, Markus Koch, hatte Maria ein sehr gutes Verhältnis. Dennoch befürchtet Ellen Lucas, dass die Lösung des Falles im nächsten Umfeld des Kindes zu finden ist. Nach mehrfacher und akribischer Überprüfung des Alibis von Marias Vater stellt sich heraus, dass er diesbezüglich falsche Angaben gemacht hat. Joseph Kürten gibt an, sich mit einer Frau getroffen zu haben, wovon seine Ehefrau nichts wissen sollte.
Während der Ermittlungen verschwindet ein weiteres Kind – Ina Hörbiger. Da im Zimmer des Mädchens eine Blaue Lupine gefunden wird, so wie schon am Fundort von Maria Kürten, ist die Polizei aufs Höchste alarmiert. Für die Kommissarin ergeben sich allerdings viele kleine Unterschiede zu Marias Fall, sodass sie nicht davon überzeugt ist, dass es sich um denselben Täter handelt. Dennoch gibt es Schnittpunkte beider Fälle, denn die Mutter des Mädchens arbeitet als Bedienung in einem Nachtcafe, in dem sich Joseph Kürten öfter mit seinem Schwager aufhält. Da Faserspuren von Markus Koch an Marias Leiche gefunden wurden, orientiert sich Kommissarin Lucas in diese Richtung. Koch erklärt sich die Fasern dahingehend, dass er sehr oft bei Maria und ihrer älteren Schwester Gabi war und viel Zeit mit den Mädchen verbracht habe, weil sie ihm ans Herz gewachsen seien. Ellen Lucas findet heraus, dass sich Markus Koch vor Jahren über einen längeren Zeitraum sexuell an Gabi Kürten vergangen hatte. Mit dem Heranwachsen ihrer kleinen Schwester hatte dies aufgehört. Aufgrund dieser Indizien wird Koch festgenommen.
Zum Fall der verschwundenen Ina Hörbiger gibt es inzwischen Hinweise auf Joachim Fischer, einen der Zeugen, der Maria Kürten gefunden hatte und daher von der Blauen Blume wissen konnte. Die Recherche ergibt, dass er als Kind adoptiert wurde und Sylvia Hörbiger seine leibliche Mutter ist. Nachdem Lucas und ihr Kollege Deuter den jungen Mann ausfindig machen können, finden sie auch Ina unversehrt bei ihm. Fischer sagt aus, dass er seine Schwester vor ihrer Mutter habe beschützen wollen, damit sie nicht das gleiche durchmachen müsse wie er. Gegen Sylvia Hörbiger wird daraufhin wegen Kindesmisshandlung ermittelt.
Gegen Markus Koch mehren sich belastende Indizien in Richtung Kinderpornografie. Nachdem in seiner Werkstatt Blutflecke von Maria gefunden werden, gerät er massiv unter Mordverdacht. Seine Frau beschwört die Kommissarin allerdings, dass er es nicht gewesen sei, denn er habe Maria geliebt und würde keinem Kind etwas zuleide tun. Lucas glaubt ihr und kommt in ihren Ermittlungen zu dem Ergebnis, dass Valerie Koch selbst das Mädchen getötet hat. Sie hatte bemerkt, dass die Liebe ihres Mannes zu Maria stetig zunahm und er die Kleine mehr liebte als sie. Da ihr bewusst war, wie sehr ihr Mann sich zu Kindern hingezogen fühlte, hatte sie in dem Irrglauben, Maria habe ihr Marcus weggenommen, das Mädchen getötet. Ihre Hoffnung war, dass ihr Mann sie dann wieder richtig würde lieben können.

## Produktion, Veröffentlichung
Die blaue Blume wurde in München gedreht und am 1. März 2003 zur Hauptsendezeit im ZDF erstausgestrahlt.
Die sechs ersten Folgen der Serie wurden am 8. Oktober 2010 von der Edel Germany GmbH auf DVD veröffentlicht, wobei die vierte Folge Das Verhör aus lizenzrechtlichen Gründen nicht mehr Teil der in Box 1 veröffentlichten sechs Folgen ist.

## Rezeption

### Einschaltquote
Bei der Erstausstrahlung von Kommissarin Lucas – Die blaue Blume am 1. März 2003 im ZDF wurde der Film in Deutschland von 5,09 Millionen Zuschauern gesehen und erreichte einen Marktanteil von 16,2 Prozent.

### Kritik
Rainer Tittelbach von tittelbach.tv meinte: „Mit hohen Hacken begibt sich Ulrike Kriener auf Verbrecherjagd im mittelalterlichen Regensburg. Gerade in der Dom- und Donaustadt mit ihrem Kopfsteinpflaster ist dieses Schuhwerk eine ständige Herausforderung für die sonst so zielstrebige 'Kommissarin Lucas'. Es scheint, als müsse die Kommissarin ihr Lebenstempo von grundauf verändern. In Regensburg gehen die Uhren anders als in Köln. Die kriminaltechnischen Untersuchungen werden über das LKA abgewickelt. Das dauert. Auch läuft innerhalb der Soko nicht alles reibungslos. Das übliche Kompetenz-Gerangel mit den kollegialen Anfeindungen, wenn einem Team ein neuer Chef vorgesetzt wird.“
Die Kritiker der Fernsehzeitschrift TV Spielfilm werteten: „Spannender und glaubwürdiger Fall.“
In der Kurzkritik des Deutschen Filmdienstes hieß es: „Handelsüblicher (Fernseh-)Krimi, gedacht als Pilotfilm zu einer Serie, dessen Drehbuch übers Ziel hinausschießt und im Bemühen, die Hauptfigur mit einer ordentlichen Dosis an menschlichem Elend zu konfrontieren, zu einem Problemstau führt. Zu diesen Qualitäten gehören knappe, pointierte Dialoge sowie eine Regie, der ohne jede Effekthascherei immer wieder stimmige szenische Auflösungen gelingen.“